# Carlini (cràter)
Carlini és un petit cràter d'impacte de la Lluna situat a la Mare Imbrium. Al sud es troba la Dorsum Zirkel, i més a sud es apareix el pic Mons La Hire.

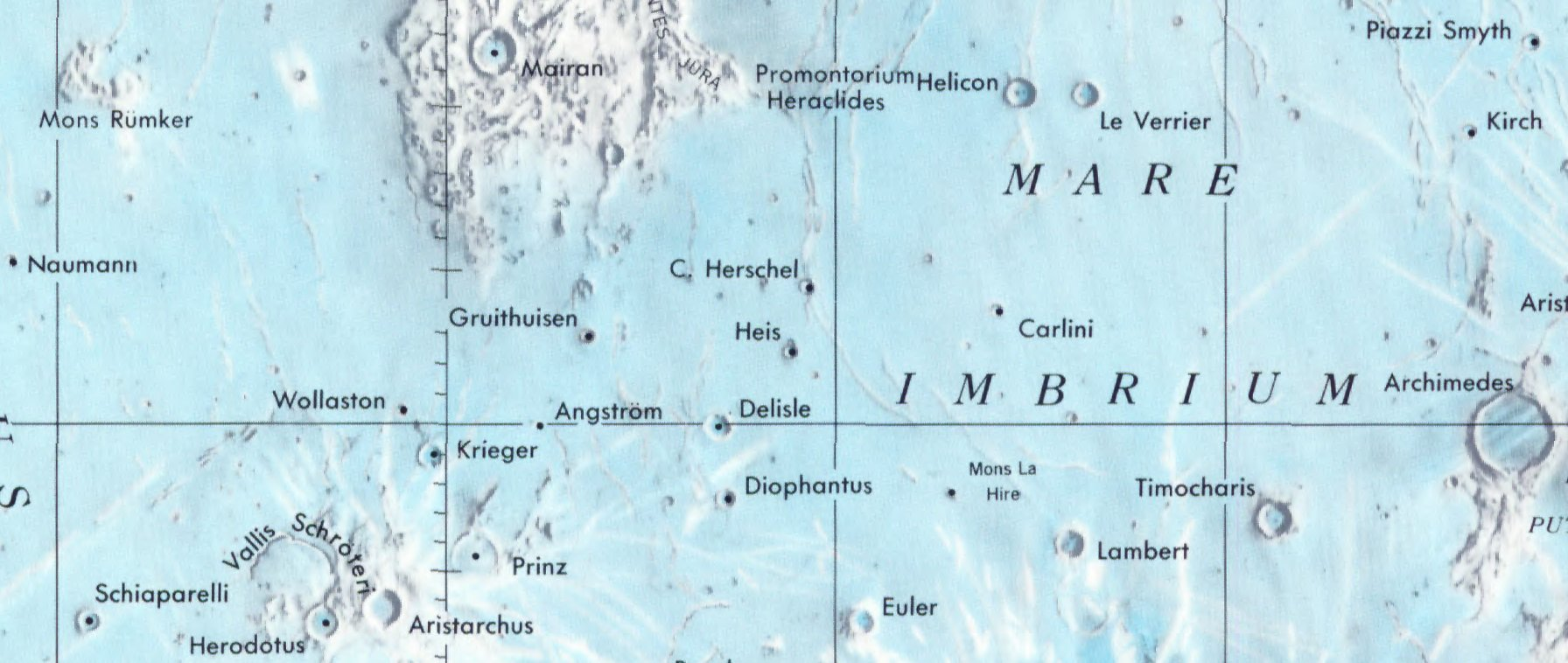
Localització de Carlini (centre de la imatge)
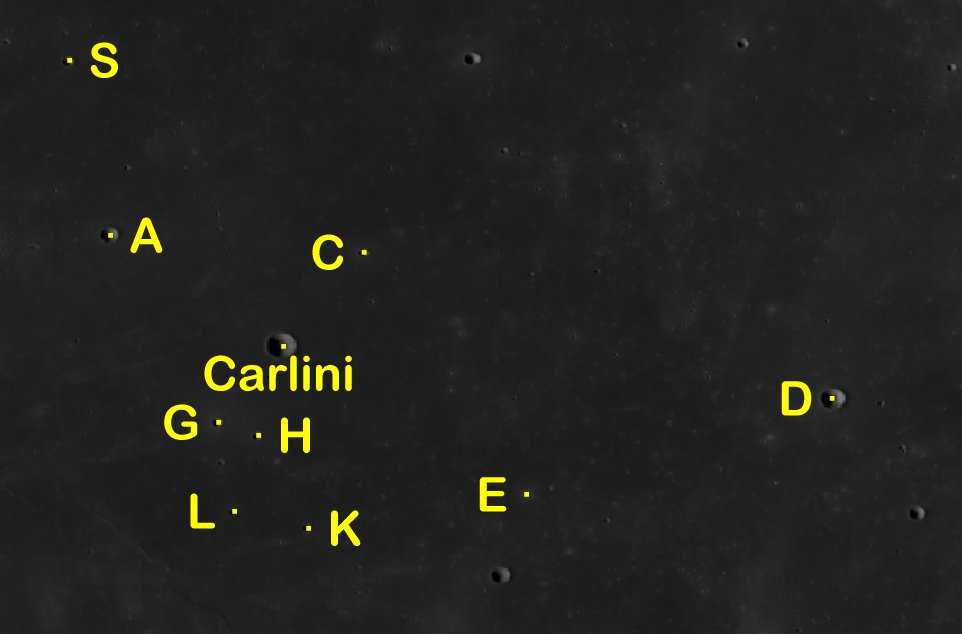
Cràters satèl·lit

El cràter té una petita pista central en forma de bol. La seva albedo és més alta que la de la mar lunar circumdant, de manera que és molt visible per la seva ubicació aïllada.

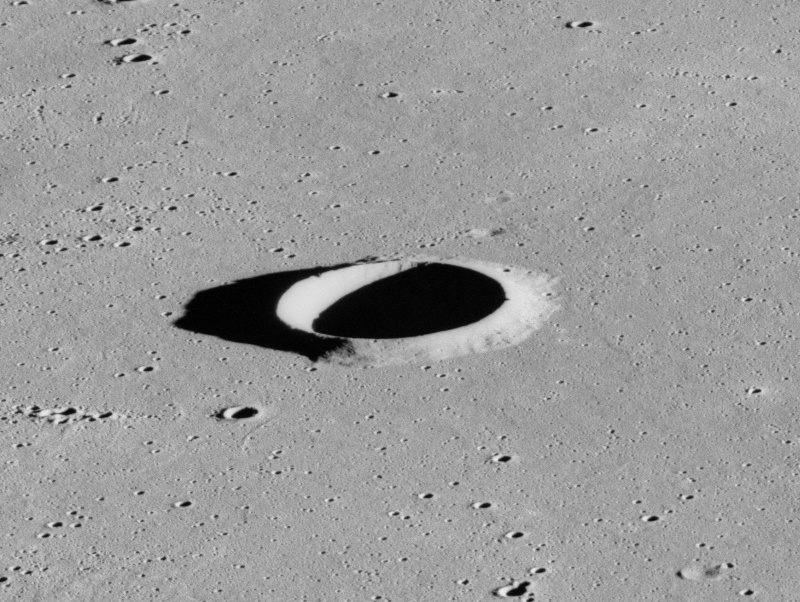
Fotografía de la missió Apollo 15
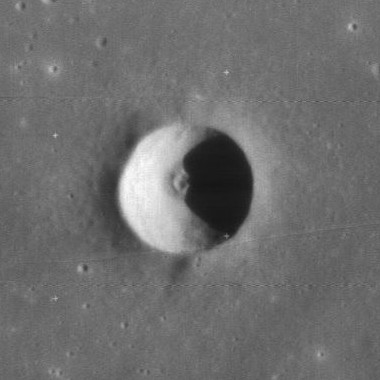
Carlini D
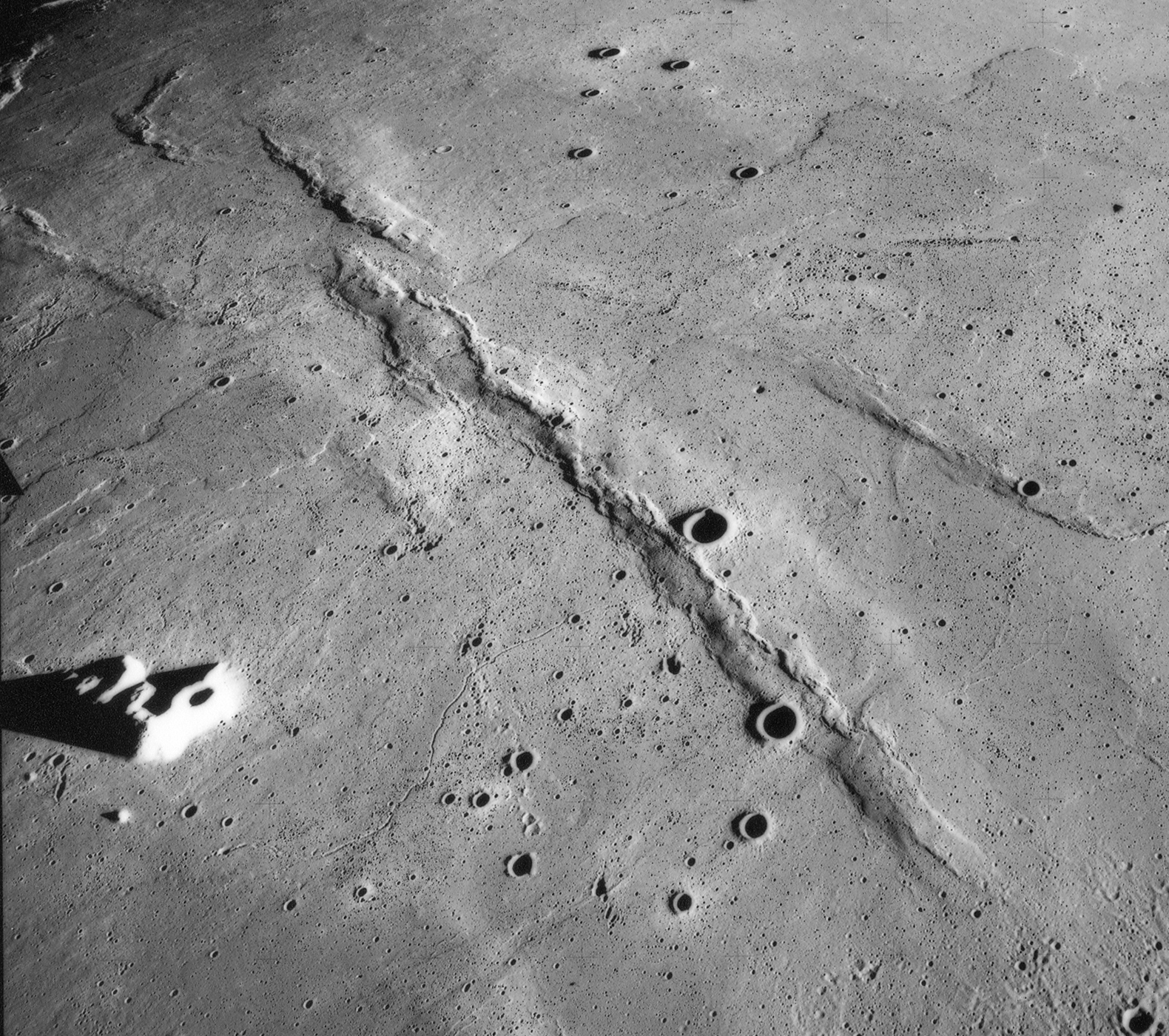
A l'esquerra el Mons La Hire, al centre la Dorsum Zirkel, amb els cràters satèl·lit a banda i banda. Fotografia de la missió Apollo 15

## Cràters satèl·lit
Per convenció aquests elements són identificats en els mapes lunars posant la lletra en el costat del punt central del cràter que està més proper a Carlini .
| Carlini | Coordenades                          | Diàmetre            |
| ------- | ------------------------------------ | ------------------- |
| A       | 35° 24′ N, 26° 36′ O / 35.4°N,26.6°O | 7 km                |
| B       | Reanomenat McDonald                  | Reanomenat McDonald |
| C       | 35° 00′ N, 22° 54′ O / 35.0°N,22.9°O | 4 km                |
| D       | 33° 00′ N, 16° 00′ O / 33.0°N,16.0°O | 9 km                |
| E       | 31° 36′ N, 20° 30′ O / 31.6°N,20.5°O | 1 km                |
| G       | 32° 36′ N, 25° 00′ O / 32.6°N,25.0°O | 4 km                |
| H       | 32° 24′ N, 24° 24′ O / 32.4°N,24.4°O | 4 ;km               |
| K       | 31° 06′ N, 23° 42′ O / 31.1°N,23.7°O | 4 km                |
| L       | 31° 18′ N, 24° 48′ O / 31.3°N,24.8°O | 3 km                |
| S       | 37° 54′ N, 27° 12′ O / 37.9°N,27.2°O | 4 km                |